# Eubordeta subapicalis
Eubordeta subapicalis là một loài bướm đêm trong họ Geometridae.